# Alexander Ferenczy
Alexander Ferenczy (* 16. Juli 1895 in Budapest, Österreich-Ungarn als Sándor Ferenczy; † 4. März 1931 in Berlin) war ein ungarischer Architekt, der in den 1920er-Jahren vor allem bei österreichischen und deutschen Filmproduktionen beschäftigt war.

## Leben

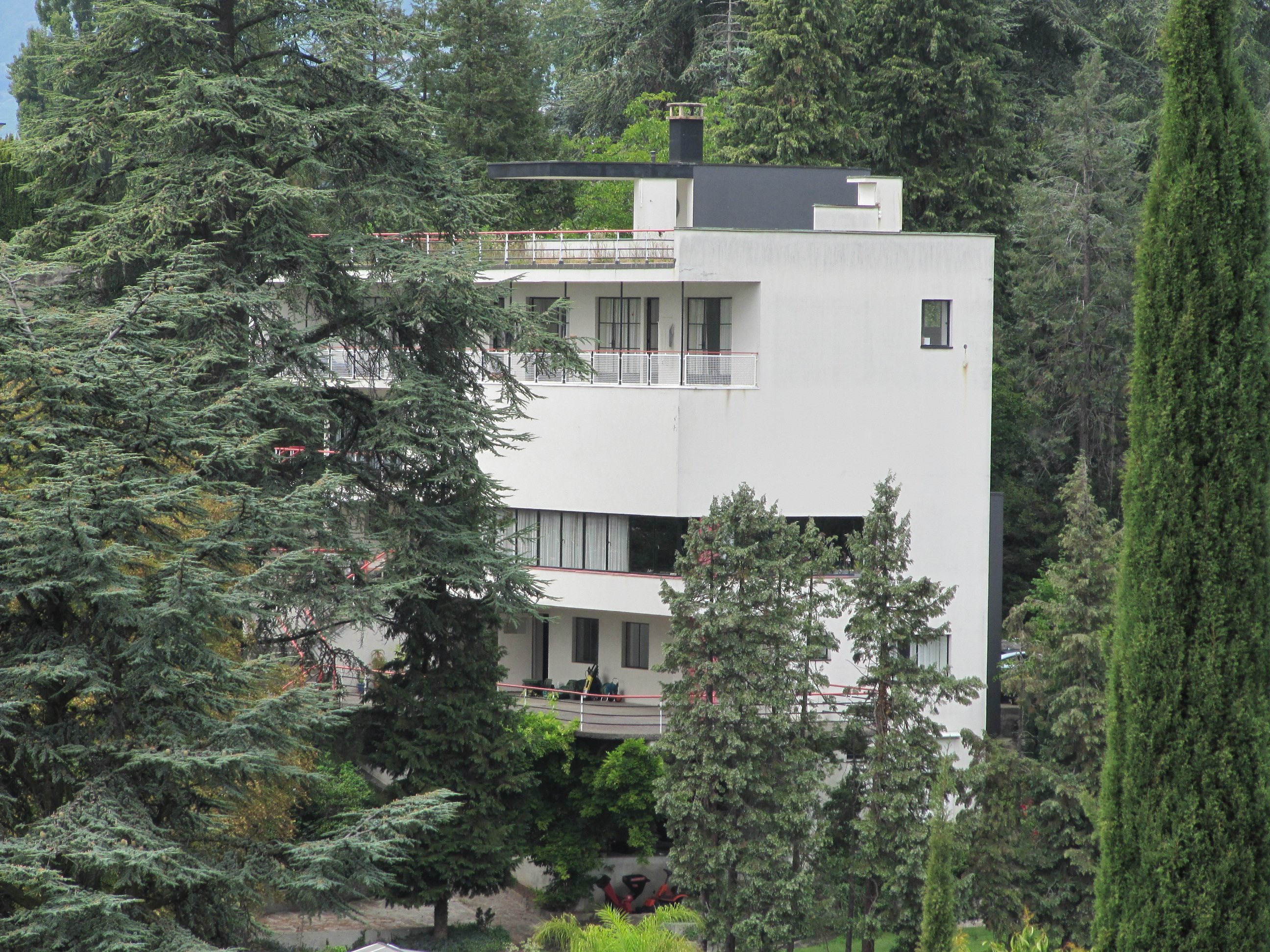
Villa Kenwin, La Tour-de-Peilz

Er besuchte in Budapest die Hochschule für angewandte Künste und machte auch in Wien Kunststudien. Bald darauf kam er als Szenenbildner zur Bühne und kurz nach Ende des Ersten Weltkriegs zum ungarischen Film. Nach einigen Dekorationen für Filme des Regisseurs Márton Garas ging Ferenczy 1921 nach Wien, wo er bei mehreren aufwändigen Historien- und Monumentalproduktionen, die von ebenfalls ungarischstämmigen Regisseuren inszeniert wurden, mitwirkte. So etwa bei Alexander Kordas Filmen Samson und Delila (1922) und Eine versunkene Welt (1922). 1926 ging Alexander Ferenczy nach Berlin, um dort seine Karriere vorerst als Partner von Berufskollegen Andrej Andrejew fortzusetzen. Später arbeitete er mit dem Wiener Ferdinand Bellan zusammen.
Für die britische Schriftstellerin Bryher plante er Ende der 1920er-Jahre gemeinsam mit Hermann Henselmann die im modernen Bauhaus-Stil errichtete Villa Kenwin im Schweizer La Tour-de-Peilz.
Mit seinem Auto fuhr Ferenczy auf dem Weg nach Babelsberg am 4. März 1931 in Berlin-Nikolassee bei vereister Straße gegen einen Baum und erlag kurz darauf im Berliner West-Sanatorium seinen Brust- und Kopfverletzungen. Sein Mitfahrer Ferdinand Bellan wurde ebenfalls verletzt.

## Filmografie
- 1920: Végszó
- 1920: A 111-es
- 1920: A sárga árnyék
- 1920: A lélekidomár
- 1920: Névtelen vár
- 1921: Júdás fiai
- 1922: Eine versunkene Welt
- 1922: Samson und Delila
- 1922: Herren der Meere
- 1923: Herrin der Pussta (Das Bildnis)
- 1924: Lord Spleen
- 1924: Hotel Potemkin
- 1924: Max, der Zirkuskönig
- 1926: Die lachende Grille
- 1926: Die Königin vom Moulin Rouge
- 1927: Der Zigeunerbaron
- 1927: Der goldene Abgrund
- 1927: Die Spielerin
- 1927: Der Anwalt des Herzens
- 1928: Flucht aus der Hölle
- 1928: Casanovas Erbe
- 1928: Leontines Ehemänner
- 1928: Moderne Piraten
- 1928: Unfug der Liebe
- 1928: Weib in Flammen
- 1929: Cagliostro
- 1929: Meine Schwester und ich
- 1931: Schachmatt
- 1931: Hilfe! Überfall!